# AAPT Championships 2004
L'AAPT Championships 2004 è stato un torneo di tennis giocato sul cemento.
È stata la 28ª edizione del Torneo di Adelaide,
che fa parte della categoria International Series nell'ambito dell'ATP Tour 2004.
Si è giocato ad Adelaide in Australia dal 5 al 12 gennaio 2004.

## Campioni

### Singolare
Dominik Hrbatý ha battuto in finale  Michaël Llodra con il punteggio di 6–4, 6–0

### Doppio
Bob Bryan /  Mike Bryan hanno battuto in finale  Arnaud Clément /  Michaël Llodra con il punteggio di 7–5, 6–3